# Nazismo y fascismo en el Paraguay: Los años de la guerra (1939-1945)
Nazismo y fascismo en el Paraguay: Los años de la guerra (1939-1945) es la segunda parte de la trilogía escrita por el historiador paraguayo Alfredo Seiferheld, publicada en 1986 por Editorial Histórica. Esta obra complementa su volumen anterior, Vísperas de la II Guerra Mundial (1936-1939), y ofrece un análisis detallado de la influencia de las ideologías totalitarias en Paraguay durante la Segunda Guerra Mundial.
En este libro, Seiferheld examina el impacto del nazismo y el fascismo en Paraguay durante los gobiernos de José Félix Estigarribia e Higinio Morínigo. El autor revela aspectos poco conocidos, como la fundación del partido nazi en Paraguay en 1929, el primero en el mundo fuera de Alemania y Austria.
La obra también aborda la presencia de colonias alemanas en Paraguay, como Nueva Germania, fundada en 1887 por Bernhard Förster, que buscaba establecer una comunidad aria libre de influencias judías.